# Callitula bambusae
Callitula bambusae is een vliesvleugelig insect uit de familie Pteromalidae. De wetenschappelijke naam is voor het eerst geldig gepubliceerd in 2001 door Narendran & Jobiraj.